# Agarista hispidula
Agarista hispidula är en ljungväxtart som först beskrevs av A. P. de Candolle, och fick sitt nu gällande namn av J. D. Hooker och Niedenzu. Agarista hispidula ingår i släktet Agarista och familjen ljungväxter. Inga underarter finns listade i Catalogue of Life.